# Sielsowiet Pirogańce
Sielsowiet Pirogańce (biał. Пераганцаўскі сельсавет; ros. Переганцевский сельсовет) – sielsowiet na Białorusi, w obwodzie grodzieńskim, w rejonie werenowskim, z siedzibą w Pirogańcach. Otacza stolicę rejonu Werenowo. Od wschodu graniczy z Republiką Litewską.
Według spisu z 2009 sielsowiety Pirogańce i Werenowo zamieszkiwało 2669 osób, w tym 2216 Polaków (83,03%), 336 Białorusinów (12,59%), 78 Rosjan (2,92%), 17 Litwinów (0,64%), 8 Ukraińców (0,30%), 8 osób innych narodowości i 6 osób, które nie podały żadnej narodowości.
18 października 2013 do sielsowietu Pirogańce przyłączono likwidowany sielsowiet Werenowo.

## Miejscowości
- agromisteczka:
  - Pirogańce
  - Woronówka
- wsie:
  - Bartoszuny
  - Bojary
  - Czechy
  - Dajnówka
  - Daukszany
  - Franopol
  - Hermaniszki
  - Huta
  - Jagiełły
  - Januszewszczyzna
  - Kletkieniki
  - Kowalewszczyzna
  - Kulnie
  - Lingi
  - Łazaryszki
  - Łoszaki
  - Markowszczyzna
  - Mikszewicze
  - Miławidnaja (hist. Byki)
  - Nowianka
  - Nowosiady
  - Ogrodniki
  - Parubiszki
  - Paszele
  - Polipnica
  - Pożyżma
  - Romaszkańce
  - Siedlisko
  - Stanulańce
  - Stasino
  - Szeszki
  - Wiencuki
  - Wojcieszuny
  - Wołodkiszki
  - Ziazie
- chutory:
  - Adamowo
  - Andruny
  - Antonowo
  - Błażany
  - Borcie
  - Hartingowo
  - Kołodziszki
  - Małe Hermaniszki
  - Nowopole
  - Szypiliszki
  - Ściłguny
  - Werenowo
  - Wołynciszki
  - Żemojciszki